# Франкавила Бизио
Франкавѝла Бѝзио (на италиански: Francavilla Bisio; на пиемонтски: Francavila, Франкавила) е село и община в Северна Италия, провинция Алесандрия, регион Пиемонт. Разположено е на 160 m надморска височина. Населението на общината е 530 души (към 2015 г.).